# Prawo Hubble’a-Lemaître’a

Pierwotny wykres Hubble’a

Prawo Hubble’a-Lemaître’a (dawniej prawo Hubble’a) – podstawowe prawo kosmologii obserwacyjnej, wiążące odległości galaktyk r z ich tzw. prędkościami ucieczki v (których miarą jest przesunięcie ku czerwieni z). Prawo to określa, iż te dwie wielkości są do siebie proporcjonalne, a stałą proporcjonalności jest stała Hubble’a H0:
{\displaystyle v=H_{0}r}
Istnienie takiej proporcjonalności przewidział w 1927 roku Georges Lemaître (Annals of the Scientific Society of Brussels, 47, 49), a wykazał jako pierwszy Edwin Hubble w roku 1929. Dokonał on pomiaru odległości do sześciu galaktyk w Grupie Lokalnej przy użyciu cefeid jako świec standardowych, a następnie rozszerzył próbkę do 18 galaktyk, sięgając odległości gromady Virgo i wybierając jako świece najjaśniejsze gwiazdy w galaktykach.
Zależność Hubble’a jest prawdziwa dla galaktyk (ściślej: gromad) odpowiednio nam bliskich, lecz na tyle dalekich, że nie są już powiązane grawitacyjnie z Drogą Mleczną i ogólniej z Grupą Lokalną.
Prawo Hubble’a jest matematyczną interpretacją astronomicznego zjawiska, potocznie określanego jako „ucieczka galaktyk”, a objawiającego się tym, że światło niemal wszystkich galaktyk jest przesunięte ku czerwieni. Im większa odległość do danej galaktyki, tym przesunięcie jej widma ku dłuższym falom jest większe. Przez analogię z prawem Dopplera można stwierdzić oddalanie się dowolnej galaktyki względem pozostałych. Wnioskuje się na tej podstawie, że musiały dawniej znajdować się w jednym miejscu (bardzo blisko siebie), a ruch wszystkich został zapoczątkowany przez Wielki Wybuch. Prawo Hubble’a (obowiązujące lokalnie) można również wywnioskować na gruncie ogólnej teorii względności przy założeniu, iż Wszechświat jest jednorodny i izotropowy. Ekspansja jest wówczas opisana równaniem Friedmanna. Oprócz efektu związanego z ruchem galaktyk, zmiana długości fali elektromagnetycznej docierającej z odległości kosmologicznych jest powodowana również rozszerzaniem się samej przestrzeni.
Odstępstwa od prawa Hubble’a są związane z tzw. prędkościami swoistymi galaktyk. W jednorodnie ekspandującym Wszechświecie prawo Hubble’a jest liniowe i interpretowane jako zależne od czasu kosmicznego. Relacja ta teoretycznie jest spełniona przez wszystkich obserwatorów fundamentalnych, ale w rzeczywistości zależy od wybranego kierunku w przestrzeni.

## Stała Hubble’a

Współczesny wykres obrazujący prawo Hubble’a

Stała Hubble’a opisuje tempo rozszerzania się Wszechświata w funkcji czasu. Za jednostkę przyjęto liczbę kilometrów, o jaką zwiększa się jeden megaparsek w ciągu jednej sekundy [(km/s)/Mpc]. Pozwala w dużym przybliżeniu oszacować wiek Wszechświata, przy założeniu modelu Friedmana-Lemaître’a jako modelu kosmologicznego.
Wartość stałej Hubble’a jest trudna do wyznaczenia. Wynika to po pierwsze z problemów z dokładnym określaniem odległości do galaktyk, a po drugie z faktu, że oprócz prędkości wynikających z ekspansji Wszechświata, galaktyki mają również prędkości swoiste, co prowadzi do lokalnych odstępstw od prawa Hubble’a.
Pierwsze wyznaczenia tego parametru dawały H0 = 500 (km/s)/Mpc. Później stwierdzono, iż wartość tej stałej jest znacznie mniejsza, gdyż mieści się w zakresie od 60 do 80 (km/s)/Mpc.
Zakończone w 2009 r. analizy obserwacji przez teleskop Hubble’a 240 cefeid w siedmiu galaktykach, dają wartość 74,2 ± 3,6 (km/s)/Mpc. Obserwacyjne wyznaczenie stałej Hubble’a z roku 2010 oparte na pomiarze soczewkowania grawitacyjnego z wykorzystaniem Teleskopu Kosmicznego Hubble’a dało wartość H0 = 72,6 ± 3,1 (km/s)/Mpc. Podsumowane wyniki z 7 lat pracy satelity WMAP, także z 2010 roku, dają ocenę H0 = 71,0 ± 2,5 (km/s)/Mpc w oparciu wyłącznie o dane WMAP, a wynik H0 = 70,4 +1,3−1,4 (km/s)/Mpc w oparciu o dane WMAP i inne wcześniej uzyskane wyniki. Obliczenia z 2012 roku, oparte na obserwacjach w podczerwieni wykonanych przez teleskop Spitzera, przynoszą wartość H0 = 74,3 ± 2,1 (km/s)/Mpc.
Dane z misji Planck, przedstawione w marcu 2013 roku, wskazują na mniejszą wartość od powyższych wyliczeń: H0 = 67,15 (km/s)/Mpc.
W 2023 r., analizując soczewkowanie grawitacyjne supernowej Refsdala, wyliczono wartość stałej Hubble’a jako 66,6 (km/s)/Mpc.

## Wyznaczanie stałej Hubble’a
Najbardziej precyzyjnymi metodami wyznaczenia odległości jasnościowych do pobliskich galaktyk są:
- cefeidy
- najjaśniejsze gwiazdy na gałęzi czerwonych olbrzymów
- galaktyki maserowe

Kalibracja odległości do cefeid w naszej Galaktyce dokonana została na podstawie ich paralaksy trygonometrycznej, dzięki obserwacjom z satelity Hipparcos oraz Kosmicznego Teleskopu Hubble’a. Jeszcze dokładniejszych pomiarów ma dostarczyć misja Gaia.
Metoda czubka gałęzi czerwonych olbrzymów jest niezależna od użycia cefeid i bazuje na dobrze przeanalizowanym z punktu widzenia astrofizyki gwiazd etapie ewolucyjnym, w którym gwiazda stanowiąca świecę standardową opuszcza gałąź czerwonych olbrzymów w wyniku błysku helowego. Tą metodą uzyskano odległości do ok. 250 galaktyk (Freedman i Madore, 2010).
Metoda galaktyk maserowych wykorzystuje mapowanie maserów wodnych w dyskach akrecyjnych. Odległość wyznacza się przez porównanie ruchów własnych ośrodków emisji maserowej z keplerowską krzywą rotacji dysku. Galaktyką, dla której uzyskano najlepszy pomiar tą metodą, jest NGC 4258.
Do odległych galaktyk, stosuje się:
- relację Tully’ego-Fishera dla galaktyk spiralnych
- metodę fluktuacji jasności powierzchniowej
- maksimum jasności supernowej typu Ia.

Metoda Tully’ego-Fishera opiera się na porównaniu jasności galaktyki z jej krzywą rotacji i jest jedną z najczęściej stosowanych metod wyznaczania odległości pozagalaktycznych.
Metoda fluktuacji jasności powierzchniowej opiera się na analizie wariancji jasności galaktyk eliptycznych, do której istotny wkład wnoszą gwiazdy typu czerwonych olbrzymów. Liczba gwiazd odpowiedzialnych za fluktuacje w poszczególnych pikselach detektora jest proporcjonalna do kwadratu odległości do galaktyki.
Supernowe typu Ia są stosowane w kosmologii jako świece standardowe do najdalszych odległości.
Mniej dokładnymi wskaźnikami odległości są na przykład widma  gromad kulistych, gwiazdy nowe, a także czerwone i błękitne nadolbrzymy. Gwiazdy zmienne typu RR Lyrae są dobrze skalibrowanymi wskaźnikami, jednak zasięg ich zastosowania nie jest duży z uwagi na niewielkie jasności absolutne.
Dodatkowo, pośrednimi technikami wyznaczania parametrów kosmologicznych, w tym stałej Hubble’a, są: soczewkowanie grawitacyjne i efekt Siuniajewa-Zeldowicza.
Pierwsza z nich wykorzystuje opóźnienie czasowe między sygnałami pochodzącymi z soczewkowanych obrazów zmiennego źródła, takiego jak kwazar. Opóźnienie to jest odwrotnie proporcjonalne do stałej Hubble’a, zaś mniej zależy od pozostałych parametrów kosmologicznych.
Druga metoda wykorzystuje efekt rozpraszania fotonów mikrofalowego promieniowania tła na elektronach w gorącym gazie w gromadach galaktyk. Stałą Hubble’a wyznacza się dzięki temu, że zmiana w widmie energetycznym promieniowania jest niezależna od odległości, zaś strumień rentgenowski gromady jest funkcją odległości.

## Matematyczne ujęcie zjawiska
Wymiar prędkości jest iloczynem przebytej drogi i odwrotności czasu trwania ruchu.
{\displaystyle [v]=s\cdot t^{-1}}
Niech {\displaystyle \alpha } oznacza wielkość będącą ilorazem wartości prędkości uzyskanej po przebyciu pewnej drogi do długości owej przebytej drogi. Wymiar tej wielkości jest więc iloczynem wartości prędkości i odwrotności przebytej drogi.
{\displaystyle [\alpha ]=v\cdot s^{-1}}
{\displaystyle [\alpha ]=s\cdot t^{-1}\cdot s^{-1}}
{\displaystyle [\alpha ]=t^{-1}}
Okazuje się więc, że wymiar wielkości {\displaystyle \alpha } jest odwrotnością czasu trwania ruchu, zaś wymiar przebytej drogi uprościł się. Wartość prędkości {\displaystyle v} jest więc sumą wartości prędkości początkowej {\displaystyle v_{0}} i iloczynu wielkości {\displaystyle \alpha } przez długość przebytej drogi {\displaystyle s.}
{\displaystyle v(s)=v_{0}+\alpha s}
W ruchu jednostajnym, czas trwania ruchu jest ilorazem długości przebytej drogi {\displaystyle s} do wartości prędkości {\displaystyle v.}
{\displaystyle t={\frac {s}{v}}}
Tak więc w ruchu, w którym prędkość jest liniowo zależna od przebytej drogi, różniczka czasu trwania ruchu jest równa ilorazowi różniczki przebytej drogi {\displaystyle ds} do prędkości {\displaystyle v.}
{\displaystyle dt={\frac {ds}{v}}={\frac {ds}{v_{0}+\alpha s}}}
Całkując powyższą różniczkę, otrzymujemy czas trwania ruchu.
{\displaystyle t=\int \limits _{0}^{r}dt=\int \limits _{0}^{r}{\frac {ds}{v}}=\int \limits _{0}^{r}{\frac {ds}{v_{0}+\alpha s}}}
Stosujemy podstawienie {\displaystyle v_{0}+\alpha s=x.} Od obu stron równania odejmujemy {\displaystyle v_{0}{:}}
{\displaystyle \alpha s=x-v_{0}}
Dzielimy obie strony równania przez {\displaystyle \alpha {:}}
{\displaystyle s={\frac {x-v_{0}}{\alpha }}}
Różniczkujemy obie strony równania.
{\displaystyle ds={\frac {dx}{\alpha }}}
Podstawiamy za {\displaystyle ds} powyższą zależność do naszej całki:
{\displaystyle t=\int \limits _{0}^{r}{\frac {dx}{\alpha x}}={\frac {1}{\alpha }}[ln(x)]_{0}^{r}={\frac {1}{\alpha }}[ln(v_{0}+\alpha s)]_{0}^{r}={\frac {1}{\alpha }}(ln(v_{0}+\alpha r)-ln(v_{0}))={\frac {1}{\alpha }}ln({\frac {v_{0}+\alpha r}{v_{0}}})={\frac {1}{\alpha }}ln(1+{\frac {\alpha r}{v_{0}}})}
Tak więc czas trwania ruchu wyraża się wzorem:
{\displaystyle t={\frac {1}{\alpha }}ln(1+{\frac {\alpha s}{v_{0}}})}
Powyższy wzór można przekształcić do wzoru na długość przebytej drogi {\displaystyle s} w czasie {\displaystyle t.} Na początek obie strony równania mnożymy przez {\displaystyle \alpha {:}}
{\displaystyle \alpha t=ln(1+{\frac {\alpha s}{v_{0}}})}
W celu wyeliminowania logarytmu naturalnego, stosujemy dla obu stron równania odwrotną do niego funkcję eksponencjalną:
{\displaystyle 1+{\frac {\alpha s}{v_{0}}}=e^{\alpha t}}
Odejmujemy od obu stron równania wartość 1:
{\displaystyle {\frac {\alpha s}{v_{0}}}=e^{\alpha t}-1}
Na koniec mnożymy obie strony równania przez {\displaystyle {\frac {v_{0}}{\alpha }}.}
{\displaystyle s(t)={\frac {v_{0}}{\alpha }}(e^{\alpha t}-1)}
Prędkość {\displaystyle v} jest pochodną przebytej drogi {\displaystyle s} po czasie {\displaystyle t.}
{\displaystyle v(t)={\frac {ds}{dt}}}
{\displaystyle v(t)={\frac {d}{dt}}{\frac {v_{0}}{\alpha }}(e^{\alpha t}-1)}
{\displaystyle v(t)=v_{0}e^{\alpha t}}
W ruchu, w którym prędkość jest liniowo zależna od przebytej drogi, iloraz różnicy wartości prędkości uzyskanej po przebyciu pierwszej drogi i wartości prędkości początkowej, do różnicy wartości prędkości uzyskanej po przebyciu drogi drugiej i wartości prędkości początkowej jest równy ilorazowi długości przebytej pierwszej drogi do drugiej.
{\displaystyle {\frac {v_{1}-v_{0}}{v_{2}-v_{0}}}={\frac {s_{1}}{s_{2}}}}
W zależności od przebytej drogi:
{\displaystyle {\frac {v_{1}-v_{0}}{v_{2}-v_{0}}}={\frac {v(s_{1})-v_{0}}{v(s_{2})-v_{0}}}={\frac {v_{0}+\alpha s_{1}-v_{0}}{v_{0}+\alpha s_{2}-v_{0}}}={\frac {\alpha s_{1}}{\alpha s_{2}}}={\frac {s_{1}}{s_{2}}}}
W zależności od czasu trwania ruchu:
{\displaystyle L={\frac {v_{1}-v_{0}}{v_{2}-v_{0}}}={\frac {v(t_{1})-v_{0}}{v(t_{2})-v_{0}}}={\frac {v_{0}e^{\alpha t_{1}}-v_{0}}{v_{0}e^{\alpha t_{2}}-v_{0}}}={\frac {v_{0}(e^{\alpha t_{1}}-1)}{v_{0}(e^{\alpha t2}-1)}}={\frac {e^{\alpha t_{1}}-1}{e^{\alpha t_{2}}-1}}}
{\displaystyle P={\frac {s_{1}}{s_{2}}}={\frac {s(t_{1})}{s(t_{2})}}={\frac {{\frac {v_{0}}{\alpha }}(e^{\alpha t_{1}}-1)}{{\frac {v_{0}}{\alpha }}(e^{\alpha t_{2}}-1)}}={\frac {e^{\alpha t_{1}}-1}{e^{\alpha t_{2}}-1}}}
{\displaystyle L=P}
Łatwo zauważyć, że otrzymane wzory na długość przebytej drogi względem czasu trwania ruchu {\displaystyle s(t)} i wartość prędkości względem czasu trwania ruchu {\displaystyle v(t)} mają postać funkcji eksponencjalnych, a ogólniej funkcji wykładniczych. Jeśli wartość {\displaystyle \alpha =0,} wówczas wartość prędkości jest stała, nie zależy od długości przebytej drogi {\displaystyle s} ani od czasu trwania ruchu {\displaystyle t} i jest równa wartości prędkości początkowej {\displaystyle v_{0},} tzn. {\displaystyle v(t)=v_{0}=const,} zaś długość przebytej drogi jest równa iloczynowi wartości prędkości początkowej i czasu trwania ruchu: {\displaystyle s(t)=v_{0}t,} otrzymujemy więc wówczas ruch jednostajny. Jeśli zaś wartość {\displaystyle \alpha <0,} wtedy wartość prędkości zmniejsza się i dąży do 0, czyli dla {\displaystyle t\to \infty ,v(t)\to 0,} natomiast długość przebytej drogi jest ograniczona i dąży do {\displaystyle -{\frac {v_{0}}{\alpha }},} tzn. dla {\displaystyle t\to \infty ,s(t)\to -{\frac {v_{0}}{\alpha }},} tak więc otrzymujemy w tym przypadku ruch opóźniony, jednak w przeciwieństwie do ruchu jednostajnie opóźnionego, wartość prędkości nigdy nie osiągnie 0, zaś długość przebytej drogi nigdy nie osiągnie maksymalnej. Nietrudno również zauważyć, że powyższe wzory mają postać iloczynu wartości prędkości początkowej i pozostałej części wzoru. Jeśli więc wartość prędkości początkowej jest równa 0, tj. {\displaystyle v_{0}=0,} wówczas oba te wzory również przyjmują stałą wartość 0, niezależnie od czasu trwania ruchu. Okazuje się to być zgodne z rzeczywistością, gdyż skoro wartość prędkości jest równa 0, wówczas długość przebytej drogi nie ulega zmianie. A skoro długość przebytej drogi nie ulega zmianie, a prędkość jest zależna od przebytej drogi, wtenczas wartość prędkości również nie zmienia się. A skoro wartość prędkości jest równa 0, oznacza to, że przez cały czas musi mieć ona wartość 0, niezależnie od czasu trwania ruchu. Tak więc warunkiem koniecznym niezerowego ruchu jest niezerowa wartość prędkości początkowej.